# Laurent Bonnevay – Astroballe
Laurent Bonnevay - Astroballe – stacja metra w Lyonie, na linii A. Stacja została otwarta 2 maja 1978.